# Synagoge (Mandel)
Die Synagoge in Mandel wurde in der Mitte des 19. Jahrhunderts errichtet. Bei den Novemberpogromen 1938 wurde die Synagoge verwüstet. 1959/60 wurden die Reste des Gebäudes abgerissen.

## Synagoge
Bereits vor dem Bau der Synagoge gab es einen Betraum in Mandel. Dieser war in einem Privathaus untergebracht. Die Synagoge wurde ca. in der Mitte des 19. Jahrhunderts errichtet. Es handelte sich um einen kleinen Bau aus rotem Sandstein mit Satteldach. Die Synagoge verfügte über Rundbogenfenster und befand sich auf dem Grundstück eines Landwirtes. Bei den Novemberpogromen 1938 wurde die Synagoge durch Mitglieder der SA verwüstet und so schwer beschädigt, dass nur die Außenmauern erhalten blieben. 1959/60 wurden die Reste der Synagoge abgerissen.

## Jüdische Gemeinde Mandel
Erste Juden siedelten in der 2. Hälfte des 18. Jahrhunderts auf dem Gebiet von Mandel. Die Gemeinde bestand bis Anfang der 1940er Jahre. Ab Mitte des 19. Jahrhunderts gehörten auch die Einwohner von Weinsheim zur jüdischen Gemeinde.die über eine Mikwe sowie über eine Religionsschule verfügte. Zeitweise war ein eigener Religionslehrer angestellt, der auch die Aufgaben des Vorbeters und Schochet innehatte. Die Verstorbenen wurden auf dem jüdischen Friedhof in Mandel beigesetzt. Berühmtester Sohn der jüdischen Gemeinde Mandel ist der Wirtschaftswissenschaftler Julius Hirsch.

### Entwicklung der jüdischen Einwohnerzahl
| Jahr | Juden | Jüdische Familien | Bemerkung |
| ---- | ----- | ----------------- | --------- |
| 1808 | 25    |                   |           |
| 1858 | 75    |                   |           |
| 1895 | 48    |                   |           |
| 1925 | 22    |                   |           |
| 1933 | 23    |                   |           |

Quelle: alemannia-judaica.de; jüdische-gemeinden.de
Das Gedenkbuch – Opfer der Verfolgung der Juden unter der nationalsozialistischen Gewaltherrschaft 1933–1945 und die Zentrale Datenbank der Namen der Holocaustopfer von Yad Vashem führen 17 Mitglieder der jüdischen Gemeinschaft Mandel (die dort geboren wurden oder zeitweise lebten) auf, die während der Zeit des Nationalsozialismus ermordet wurden.